# Air-Sea Battle
Air-Sea Battle è un videogioco sviluppato da Atari, Inc. per l'Atari 2600. È stato uno dei nove titoli di lancio per il sistema, e fu pubblicato l'11 settembre 1977 da Sears con il nome di Target Fun. Venne venduto insieme alla versione Sears Tele-Games dell'Atari 2600.